# 春在镇
春在乡，是中华人民共和国四川省巴中市通江县下辖的一个乡镇级行政单位。

## 行政区划
春在乡下辖以下地区：
雷鼓寨村、棋子顶村、秦家岭村、向家营村、竹子坎村、陈家沟村、苟家扁村、石板店村、文笔村和钥匙坡村。